# Port del Masnou
El port del Masnou és un port esportiu de Catalunya situat al Masnou (Maresme) i construït l'any 1972.

## Història
El Masnou sempre ha estat un poble pescador i de mariners però no va tenir port fins a l'any 1972. Anteriorment, al segle xix quan l'activitat comercial marítima del poble es va multiplicar es de va demanar en repetides ocasions la construcció d'un port de cabotatge. L'any 1835 se'n feu la primera demanda, juntament a la demanda de la concessió d'una duana, per evitar portar els productes que s'havien d'embarcar per exportar als ports de Mataró i Barcelona. En aquella època hi havia tres drassanes de construcció de vaixells al Masnou. Finalment, l'any 1870 es concedí un port per a la navegació de cabotatge, l'exportació de fruites a l'estranger i la importació de dogues i cèrcols per a botam. S'utilitzaven uns magatzem a prop de l'estació del Masnou per emmagatzemar les taronges, però no es construí cap port ja que dos anys després, el 1872, l'Ajuntament demanà la supressió de la concessió a causa de l'augment d'impostos que va comportar.
El 1908 el Masnou feu la petició d'un port refugi a la platja, sobre la base de la construcció d'espigons, per desenvolupar la pesca i servir d'aixopluc a petites embarcacions i en presentà la proposta al Congrés dels Diputats. No s'aconseguí però el gran temporal marítim de 1911, que afectà molts pescadors, incrementà la demanda del port refugi. La demanda no fou atesa.
Les demandes es reiteraren el 1949 i el 1954 juntament la construcció d'espigons. Finalment, el 1960 el Ministeri aprovà el projecte "Mejora de la Playa de Masnou". S'hi construí un espigó de 157m en forma de martell i amb la punta cap a Barcelona. Al cap de dos anys, es preveia la construcció d'un altre. Finalment, a partir de 1963, l'espigó construït dividí la platja en dues parts, la de llevant, amb més dipòsit de sorra, i la de ponent, on quedà formada una caleta perquè hi amarressin els pescadors, a diferència de la tradició anterior de fer-ho en punts diferents de la platja.
L'any 1967 es construí el Club Nàutic del Masnou, que es proposà com a primer objectiu impulsar la construcció d'un port esportiu. El 1969 es presentà el projecte de port esportiu amb 483 amarradors, entre els quals havia per a vaixells fins a 22 metres d'eslora, i 3.000 m2 per a locals comercials. El 1972 començaren les obres i duraren tres anys. La construcció del port tingué detractors i defensors. Per construir un pas subterrani d'accés de cotxes al passeig marítim i al port s'enderrocà la masia de Can Casas (Can Malet) que segons la tradició havia donat nom al Masnou. L'opinió pública a favor del port es veié afavorida pels assoliments esportius dels regatistes del Club Nàutic del Masnou que aconseguiren medalles i gran popularitat. L'any 1975 s'inaugurà el port però durant diversos anys hi hagué encara problemes per manca de pla i llicències urbanístiques en la construcció.

## Dades tècniques
El port té una capacitat per 1.058 amarradors, per a eslores que van des de 6 metres fins als 22 metres. Té una superfície abrigada de 12,4 hectàrees i un calat de 3 a 4 metres. Té aparcament, benzinera i zona comercial. També té un varador de 6.000 m2 i una zona pesquera amb capacitat per 34 embarcacions.
| SUPERFÍCIES                    |                                 |
| ------------------------------ | ------------------------------- |
| Aigua abrigada                 | 12,4 Ha                         |
| Longitud de molls              | 2519 m.l.                       |
| Longitud de pantalans          | 1030 m.l.                       |
| Longitud de línia d'atracada   | 3316 m.l.                       |
| Ample de bocana                | 60 m.l.                         |
| Profunditat en la bocana       | De 5 -7 m                       |
| Profunditat de les dàrsenes    | De 2,5 a 4,5 m.                 |
| Escar                          | 6.000 m2                        |
| Contradic                      | 550 ml                          |
| Profunditat del contradic      | 6 m                             |
| Dic de llevant                 | 680 ml                          |
| Profunditat del dic de llevant | 6 m                             |
| Dic sud                        | 180 ml                          |
| Profunditat del dic sud        | 7 m                             |
| Separació entre pantalans      | Variable (v, esquema en planta) |

Distribució d'atracadors:
| Tipus | Eslora  | N. d'atracadors |
| ----- | ------- | --------------- |
| 0     | > 20    | 24              |
| I     | 15 - 20 | 85              |
| II    | 12 - 15 | 151             |
| III   | 10 - 12 | 280             |
| IV    | 8 - 10  | 333             |
| V     | 6 - 8   | 208             |
| VI    | <6      | 0               |

## Localització
| NOM                       | Port Esportiu El Masnou              |
| MUNICIPI                  | El Masnou                            |
| PROVÍNCIA                 | Barcelona                            |
| PROVÍNCIA MARÍTIMA        | Barcelona                            |
| ADREÇA                    | Passeig marítim, s/n                 |
| COORDENADES UTM           | Latitud 41º 28' 5"                   |
|                           | Longitud 4º 53' 37"                  |
| DISTÀNCIES SIGNIFICATIVES | AEROPORT: El Prat de Llobregat 36 km |
|                           | ESTACIÓ FFCC: Barcelona Sants 25 km  |

## Accessibilitat
Per accedir al port per terra es poden utilitzar diversos transports. Amb el cotxe es pot arribar per l'autopista C-32, a la sortida número 86. El port es troba al costat de la carretera N-II. Es pot accedir amb tren directe des del centre de Barcelona, mitjançant la Línia 1 de la xarxa de rodalies de Barcelona (Barcelona-Mataró/Maçanet). També es pot utilitzar l'autobús per arribar.
Els ports més propers es troben a poques milles: 
- Port de Barcelona: 10,5 milles
- Port Olímpic: 7,4 milles
- Port del Fòrum : 5,4 milles
- Port de Badalona: 3,9 milles
- Port de Premià: 2,8 milles
- Port de Mataró: 6,8 milles
- Port d'Arenys: 12,5 milles